# جين هوروكس
جين هوروكس (بالإنجليزية: Jane Horrocks)‏ مواليد 18 يناير 1964 في لانكشير، إنجلترا، المملكة المتحدة، هي ممثلة إنجليزية بدأت مسيرتها الفنية عام 1987.

## الأعمال

### أفلام
- سر الأجنحة
- فارس وفادي
- أريحا
- جثة العروس
- هروب الدجاج
- أداء
- زبدة
- كباريه
- سيناريو
- ريد دوارف

## روابط خارجية
- جين هوروكس على موقع IMDb (الإنجليزية)
- جين هوروكس على موقع الموسوعة البريطانية (الإنجليزية)
- جين هوروكس على موقع ألو سيني (الفرنسية)
- جين هوروكس على موقع ميوزك برينز (الإنجليزية)
- جين هوروكس على موقع أول موفي (الإنجليزية)
- جين هوروكس على موقع قاعدة بيانات الأفلام السويدية (السويدية)
- جين هوروكس على موقع إن إن دي بي (الإنجليزية)
- جين هوروكس على موقع ديسكوغز (الإنجليزية)
- جين هوروكس على موقع قاعدة بيانات الفيلم (الإنجليزية)
- جين هوروكس على موقع كينوبويسك (الروسية)
- BBC interview
- Jane Horrocks on BBC Drama Faces
- The many faces of Jane Horrocks
- Jane Horrocks on Who Do You Think You Are?
- Horrocks as Shirley Bassey على يوتيوب